# Christopher B. Landon
Christopher Beau Landon (* 27. Februar 1975 in Los Angeles, Kalifornien) ist ein US-amerikanischer Drehbuchautor und Filmregisseur.

## Leben und Karriere
Christopher Landon wurde als eines von insgesamt vier Kindern im Februar 1975 im kalifornischen Los Angeles als Sohn des Schauspielers Michael Landon und seiner zweiten Frau Marjorie Lynn Noe geboren. Sein Bruder Michael Landon junior und seine Halbschwester Jennifer Landon arbeiten ebenfalls im Filmbusiness. Seine Halbschwester Leslie Landon war in ihrer Kindheit in der Fernsehserie Unsere kleine Farm als Schauspielerin aktiv. Als Landon vier Jahre alt war, ließen sich seine Eltern scheiden. Bis zum Tod seines Vaters im Juli 1991 wohnte er bei ihm. Nachdem er die Beverly Hills High School abgeschlossen hatte, studierte er Drehbuchschreiben an der Loyola Marymount University. In seinem dritten Studienjahr brach er sein Studium ab, als der Filmregisseur Larry Clark nach Lesung eines von Landons Drehbüchern ihm ein Angebot als Drehbuchautor machte. So schrieb er nach einer Vorlage von Eddie Little zusammen mit Stephen Chin das Drehbuch zu Ein neuer Tag im Paradies (1998) mit James Woods und Melanie Griffith in den Hauptrollen. 1999 outete er sich als schwul und sprach anschließend offen über die Homophobie in Hollywood und in der Filmindustrie. Mit seinem Ehemann Cody Morris erzieht er gemeinsam einen Sohn.
Sein nächstes Projekt, der fünfteilige Episoden-Kurzfilm Boys Life 3 aus dem Jahr 2000, beschäftigte sich mit Homosexualität. 2007 verfasste er mit Ehren Kruger nach dem Roman Blood and Chocolate von Annette Curtis Klause das Drehbuch zum gleichnamigen Horrorfilm. Das Drehbuch zu Disturbia, einer Neuinterpretation von Alfred Hitchcocks Klassiker Das Fenster zum Hof von 1954, verkaufte Landon an DreamWorks Pictures. Der Film stand drei Wochen auf Platz eins der US-Kinocharts und spielte weltweit über 117 Millionen US-Dollar ein. Um sein Repertoire zu erweitern, schrieb er zwei Drehbücher für die ABC-Serie Dirty Sexy Money und führt 2010 bei dem satirischen Thriller Burning Palms erstmals Regie.
2010 verfasste er zusammen mit Michael R. Perry und Tom Pabst das Drehbuch für den zweiten Teil der Paranormal-Activity-Filmreihe. In den nachfolgenden Jahren war er alleiniger Drehbuchautor bei den Fortsetzungen Paranormal Activity 3, Paranormal Activity 4 und Paranormal Activity: Die Gezeichneten. Letzterer ist ein Ableger der eigentlichen Filmreihe, bei dem Landon auch die Regie übernahm. 2015 und 2017 inszenierte er je einen weiteren Spielfilm.

## Filmografie (Auswahl)
Als Drehbuchautor
- 1998: Ein neuer Tag im Paradies (Another Day in Paradise)
- 2000: Boys Life 3
- 2007: Blood and Chocolate
- 2007: Disturbia
- 2007, 2009: Dirty Sexy Money (Fernsehserie, zwei Episoden)
- 2010: Burning Palms
- 2010: Paranormal Activity 2
- 2011: Paranormal Activity 3
- 2012: Paranormal Activity 4
- 2014: Paranormal Activity: Die Gezeichneten (Paranormal Activity: The Marked Ones)
- 2015: Scouts vs. Zombies – Handbuch zur Zombie-Apokalypse (Scouts Guide to the Zombie Apocalypse)
- 2016: Viral
- 2017: Happy Deathday (Happy Death Day)
- 2019: Happy Deathday 2U (Happy Death Day 2U)
- 2020: Freaky
- 2021: Paranormal Activity: Next of Kin
- 2023: We Have a Ghost
- 2025: Heart Eyes – Der Pärchen-Killer (Heart Eyes)

Als Regisseur
- 2010: Burning Palms
- 2014: Paranormal Activity: Die Gezeichneten (Paranormal Activity: The Marked Ones)
- 2015: Scouts vs. Zombies – Handbuch zur Zombie-Apokalypse (Scouts Guide to the Zombie Apocalypse)
- 2017: Happy Deathday (Happy Death Day)
- 2019: Happy Deathday 2U (Happy Death Day 2U)
- 2020: Freaky
- 2023: We Have a Ghost
- 2025: Drop – Tödliches Date (Drop)

Als Produzent
- 2022: My Best Friend’s Exorcism
- 2025: Heart Eyes – Der Pärchen-Killer (Heart Eyes)